# Mega International Commercial Bank
Mega International Commercial Bank ist ein Finanzunternehmen aus Taiwan. Der Firmensitz des Unternehmens befindet sich in Taipei. MICB gehört zu den großen Banken in Taiwan.

## Geschichte
Die Ursprünge gehen auf die chinesische Bank of China zurück, die 1912 gegründet wurde, um die Ta Ching Government Bank abzulösen, die älteste Bank in China. Als im Jahr 1945 Taiwan von Japan an China zurückgegeben wurde, fasste die Bank of China ebenfalls dort Fuß. Nach dem Sieg der Kommunisten in China und der Flucht der Nationalregierung auf die Insel Taiwan wurde die Bank of China in zwei Banken geteilt, beide unter demselben Namen. Im Jahr 1971 fand eine Umbenennung in International Commercial Bank of China. statt, wodurch auf den internationalen Märkten eine Verwechselung mit der chinesischen Industrial and Commercial Bank of China vorkommen konnte.
Im Rahmen einer großen Privatisierungskampagne fusionierte am 31. Dezember 2002 die ICBC mit der Chiao T'ung Bank, die wiederum aus der 1908 gegründeten Bank of Communications hervorging.

## Eigentümerstruktur
Stand: 4. November 2010:
- Regierung von Taiwan: 19,3 %
- Streubesitz: 80,7 %

## Tochterunternehmen und Beteiligungen
- Mega International Commercial Bank (Canada)
- Mega International Commercial Bank Public Co. Ltd., Thailand